# Châtillon (Vale de Aosta)
Châtillon é uma comuna italiana da região do Vale de Aosta com cerca de 4.711 habitantes. Estende-se por uma área de 39 km², tendo uma densidade populacional de 121 hab/km². Faz fronteira com Antey-Saint-André, Ayas, Champdepraz, La Magdeleine, Montjovet, Pontey, Saint-Denis, Saint-Vincent, Torgnon.

## História
Gaucher II de Châtillon, foi senhor desta localidade italiana e de Montjay e de Troissy em França.

## Demografia
| Variação demográfica do município entre 1861 e 2011                               |
|                                                                                   |
| Fonte: Istituto Nazionale di Statistica (ISTAT) - Elaboração gráfica da Wikipedia |